# Voxtorps socken, Kalmar län
Voxtorps socken i Småland ingick i Södra Möre härad, ingår sedan 1971 i Kalmar kommun och motsvarar från 2016 Voxtorps distrikt i Kalmar län.
Socknens areal är 14,79 kvadratkilometer, varav land 14,73.  År 2000 fanns här 365 invånare. En del av tätorten Hagby samt kyrkbyn Voxtorp med sockenkyrkan Voxtorps kyrka ligger i socknen. 

## Administrativ historik
Voxtorps socken har medeltida ursprung. Socknen omtalas första gången 1391 'Waxthorpa sokn'. Sockenkyrkan är dateras till slutet av 1100-talet. Socknen omfattade på 1530-talet byarna Bjursnäs, Broby, Igellösa, Nanntorp och Voxtorp..
Vid kommunreformen 1862 övergick socknens ansvar för de kyrkliga frågorna till Voxtorps församling och för de borgerliga frågorna till Voxtorps landskommun. Landskommunen inkorporerades 1952 i Södermöre landskommun som 1971 uppgick i Kalmar kommun. Församlingen uppgick 1 januari 2010 i Halltorp-Voxtorps församling.
1 januari 2016 inrättades distriktet Voxtorp, med samma omfattning som församlingen hade 1999/2000.  
Socknen har tillhört samma fögderier och domsagor som Södra Möre härad.
Socken indelades fram till 1901 i 25 båtsmanshåll, vars båtsmän tillhörde Södra Möres 2:a båtsmanskompani.

## Geografi
Voxtorps socken ligger vid Kalmarsund sydväst om Kalmar. Den består av en bördig kustbygd.
Voxtorps socken omfattar byarna Bjursnäs, Broby, Igelösa, Nanntorp och kyrkbyn Voxtorp.

## Fornminnen
Cirka 40 boplatser från stenåldern är kända varav en med en hällkista. Dessutom cirka 35 rösen från bronsåldern samt cirka åtta järnåldersgravfält och två gravfält från vikingatiden.

## Namnet
Namnet (1391 Waxthorp), taget från kyrkbyn, består av förledet på en man, Ovagh, och efterledet torp - nybygge.
Socknen har till 1940 skrivits Våxtorps socken.

### Fotnoter
1. 1 2 3  Svensk Uppslagsbok Voxtorps socken
2. 1 2  Harlén, Hans; Harlén Eivy (2003). Sverige från A till Ö: geografisk-historisk uppslagsbok. Stockholm: Kommentus. Libris 9337075. ISBN 91-7345-139-8
3. ↑  DMS 4:1, Möre
4. ↑  ”Församlingar”. Statistiska centralbyrån. https://www.scb.se/hitta-statistik/regional-statistik-och-kartor/regionala-indelningar/forsamlingar/. Läst 30 december 2022.
5. ↑  Administrativ historik för Voxtorp socken (Klicka på församlingsposten). Källa: Nationella arkivdatabasen, Riksarkivet.
6. ↑  "Ostkanten" om Blekinge och Södra Möres båtsmän
7. 1 2 3  Nationalencyklopedin
8. 1 2  Sjögren, Otto (1931). Sverige geografisk beskrivning del 2 Östergötlands, Jönköpings, Kronobergs, Kalmar och Gotlands län. Stockholm: Wahlström & Widstrand. Libris 9939
9. ↑  Fornlämningar, Statens historiska museum: Voxtorps socken, Kalmar län
10. ↑  Fornminnesregistret, Riksantikvarieämbetet: Voxtorps socken, Kalmar län Fornminnen i socknen erhålls på kartan genom att skriva in sockennamn (utan "socken") i "Ange geografiskt område"